# Liste der Stolpersteine in Echt-Susteren
Die Liste der Stolpersteine in Echt-Susteren umfasst die Stolpersteine, die vom deutschen Künstler Gunter Demnig (* 1947) in Echt-Susteren in der niederländischen Provinz Limburg verlegt wurden. Stolpersteine sind Opfern des Nationalsozialismus gewidmet, all jenen, die vom NS-Regime drangsaliert, deportiert, ermordet, in die Emigration oder in den Suizid getrieben wurden. Demnig verlegt für jedes Opfer einen eigenen Stein, im Regelfall vor dem letzten selbst gewählten Wohnsitz.
Die erste Verlegung in Echt-Susteren fand am 2. Juli 2013 statt.

## Verlegte Stolpersteine
In Echt-Susteren wurden vier Stolpersteine an zwei Anschriften verlegt, jeweils zwei in Echt und in Koningsbosch.
| Stolperstein/Bild | Übersetzung | Ort/Adresse                                              | Biografie                         |
| ----------------- | --- | -------------------------------------------------------- | --------------------------------- |
|                   | HIER WOHNTE ANNEMARIE GOLDSCHMIDT GEB. 1922 VERHAFTET 2.8.1942 DEPORTIERT AUS WESTERBORK ERMORDET 30.9.1942 AUSCHWITZ | Koningsbosch, Kerkstraat 119                             | Annemarie Goldschmidt (1922–1942) |
|                   | HIER WOHNTE ELFRIEDE GOLDSCHMIDT GEB. 1923 VERHAFTET 2.8.1942 DEPORTIERT AUS WESTERBORK ERMORDET 30.9.1942 AUSCHWITZ  | Koningsbosch, Kerkstraat 119                             | Elfriede Goldschmidt (1923–1942)  |
|                   | HIER WOHNTE EDITH STEIN GEB. 1891 DEPORTIERT 1942 AUS WESTERBORK ERMORDET 9.8.1942 AUSCHWITZ                          | Echt, Bovenstestraat 48 (vor dem Karmelietessenklooster) | Edith Stein (1891–1942)           |
|                   | HIER WOHNTE ROSA STEIN GEB. 1882 DEPORTIERT 1942 AUS WESTERBORK ERMORDET 9.8.1942 AUSCHWITZ                           | Echt, Bovenstestraat 48 (vor dem Karmelietessenklooster) | Rosa Stein (1882–1942)            |

## Verlegedaten
- 2. Juli  2013: Bovenstestraat  48
- 12. Februar  2015: Kerkstraat  119